# Nobleza tongana
En el Reino de Tonga existen 33 títulos nobiliarios tradicionales. Todos ellos son propietarios de bienes. Veinte títulos fueron establecidos por el rey Jorge Tupou I de Tonga en la Constitución de 1875. En 1880 añadió 10 más. Jorge Tupou II creó los títulos de "Lasike" en 1894 y "Veikune" en 1903. Carlota Tupou III creó en 1921 el título de Tupouto'a. Al principio, estaba prohibido que un noble tuviera más de un título, pero más tarde esto fue posible.
Algunos de los grandes jefes que se perdieron el título de un noble (en 1910) fueron, entre otros: 'Alipate Mafile'o de Kolomotu'a, SA Sipu de Kolomotu'a, Iki Lolohea de Ha'apai (pero más tarde heredó el Fulivai), Tēvita Tapueluelu de Vava'u, SF Tafolo, Tēvita Ula Afuha'amango de Vava'u, Siosiua Niutupu'ivaha Kaho (pero más tarde heredó el Tu'ivakanō).
Estos jefes no reconocidos todavía eran Lores en el sentido tradicional. Sin embargo, su influencia disminuyó lentamente con cada generación que pasa. La reina Carlota reconoció esto en algunos de sus discursos públicos al respetar a los jefes, y luego a los Nobles de la Corona por separado: «Muy respetuosa con los Jefes también es muy respetuosa con los nobles en esta tierra».

## Lista de Nobles

### A
- Ata
- ʻAhomeʻe

### F
- Fakafānua
- Fakatulolo
- Fielakepa
- Fohe
- Fotofili
- Fulivai
- Fusituʻa

### K
- Kalaniuvalu

### L
- Lasike
- Luani
- Lāvaka

### M
- Malupō
- Maʻafu
- Māʻatu

### N
- Niukapu
- Nuku

### T
- Tangipā
- Tuita
- Tungī
- Tupoutoʻa
- Tuʻihaʻangana
- Tuʻihaʻateiho
- Tuʻilakepa
- Tuʻipelehake
- Tuʻivakanō
- Tuʻiʻāfitu

### V
- Vaea
- Vahaʻi
- Veikune
- Veʻehala

### U
- 'Ulukālala

## Nuevos títulos
En el siglo XXI, el rey George Tupou V creó ocho nuevos títulos nobiliarios pero sin tierras hereditarias. Este título debe permanecer con ellos durante toda su vida y se considera equivalente a la práctica del Reino Unido de designar compañeros de la vida.
- Ramsay Robertson Dalgety (julio de 2008)
- Tevita Poasi Tupou (julio de 2008)
- Matoto of Tuʻanekivale (30 de diciembre de 2010)
- Tangi of Vaonukonuka (30 de diciembre de 2010)
- Feleti Sevele ʻo Vailahi (30 de diciembre de  2010)
- Madraiwiwi Tangatatonga (4 de enero de  2011)
- Sonatane Tuʻa Taumoepeau-Tupou - (fallecido)
- Taniela Tufui (julio de 2008 - fallecido)